# Raúl Basurto
Raúl Basurto Negrete ist ein ehemaliger mexikanischer Fußballspieler, der in der Abwehr agierte.

## Laufbahn
Basurto stand zwischen 1972 und 1975 beim Hauptstadtverein Cruz Azul unter Vertrag, mit dem er in den Spielzeiten 1972/73 und 1973/74 den mexikanischen Meistertitel gewann.
1975 wechselte er zu den Tecos de la U.A.G., für die er in den kommenden neun Jahren 257 Einsätze in der mexikanischen Primera División bestritt und insgesamt 24 Tore erzielte.

## Erfolge
- Mexikanischer Meister: 1973 und 1974